# Pietro Casella (Divina Comèdia)

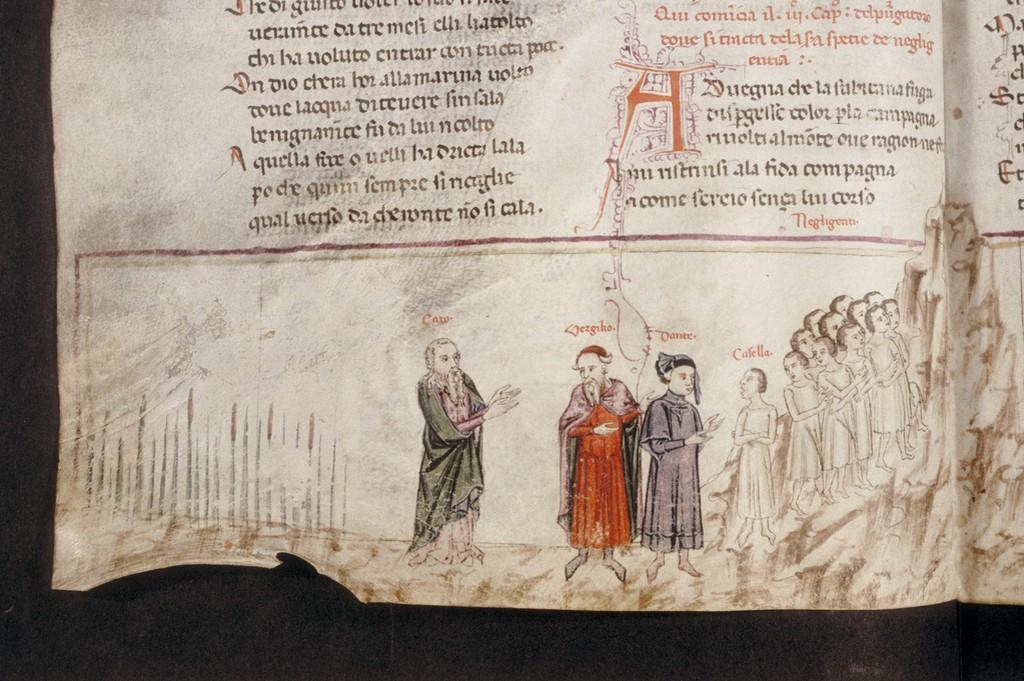
Il·lustració de Virgili, Cató, Dante i Casella per a la Divina Comèdia.

Pietro Casella (1250 – Florència, 1300) fou un compositor i cantor italià, florentí o pistoies, amic del Dante Alighieri, el qual el posà de protagonista en el segon cant del Purgatori.
Fou un dels més antics i celebrats compositors de madrigals, la invenció dels quals li atribueixen alguns historiadors, i fou molt amic del Dante.